# Colostethus brunneus
Allobates brunneus là một loài ếch thuộc họ Dendrobatidae.
Loài này có ở Bolivia, Brasil, Guyane thuộc Pháp, Guyana, Peru, Suriname, Venezuela, và có thể cả Colombia.
Môi trường sống tự nhiên của chúng là rừng ẩm vùng đất thấp nhiệt đới hoặc cận nhiệt đới, đầm lầy nhiệt đới hoặc cận nhiệt đới, hồ nước ngọt, và đầm nước ngọt.
Chúng hiện đang bị đe dọa vì mất môi trường sống.